# ジャンプの正しい作り方!
『ジャンプの正しい作り方!』（ジャンプのただしいつくりかた）は、サクライタケシによる日本の漫画。『少年ジャンプ+』（集英社）で2014年9月22日から2015年5月25日まで連載。その後コミックス編等が2015年7月1日から2017年1月5日まで配信された（コミックス未収録）。

## 概要
『週刊少年ジャンプ』制作の舞台裏について取材したルポルタージュ漫画。『少年ジャンプ＋』創刊作品の一つ。連載当初は『少年ジャンプの正しい作り方!』というタイトルだった。
第1話によると、漫画家になることを諦め、おにぎり屋になっていた作者・サクライタケシに週刊少年ジャンプ編集部員のM山が執筆を依頼したことが、本作誕生の発端である。その後、なし崩し的に連載が決定した。
主にサクライとM山らがジャンプ制作に関わる現場を巡り、それをサクライが漫画化している。
本作の続編的位置付けである『すすめ!ジャンプへっぽこ探検隊!』1話によると、初版は6000部で印税は約35万円。

## 取材
| 編                   | 取材対象                                   | 備考                              |
| -------------------- | ------------------------------------------ | --------------------------------- |
| 製版編               | 小石川工場（共同印刷）                     |                                   |
| 印刷・製本編         | 五霞工場（共同印刷）                       |                                   |
| 紙編                 | 集英社 制作部・資材部 高尾製紙             |                                   |
| ジャンプフェスタ編   | ジャンプフェスタ                           | 番外編                            |
| 表紙編               | バナナグローブスタジオ                     | 瓶子吉久が登場                    |
| ジャンプ編集部編     | 集英社 週刊少年ジャンプ編集部              |                                   |
| 読者の疑問編～ロゴ編 | 集英社 週刊少年ジャンプ編集部              |                                   |
| 漫画家編             | 堀越耕平                                   |                                   |
| アメリカ編           | 集英社 海外出版課 VIZ Media                | 在サンフランシスコ 佐々木尚が登場 |
| プレゼント編         | 集英社 週刊少年ジャンプ編集部 集英社STUDIO |                                   |
| 歴史編               | 集英社 資料室                              | 番外編                            |
| コミックス編         | コミックス編集担当、デザイナー             | 番外編。以降コミックス未収録      |
| ジャンプショップ編   | ジャンプショップ                           |                                   |
| ジャンプ流!編        | 凸版印刷、うすた京介                       |                                   |
| 新連載の作り方編     |                                            |                                   |

## 書籍情報
- サクライタケシ 『ジャンプの正しい作り方!』 集英社〈ジャンプ・コミックス〉、全1巻
  1. 2015年7月3日発売[集 1]、ISBN 978-4-08-880374-6